# Melangyna abietis
Melangyna abietis är en tvåvingeart som först beskrevs av Matsumura 1918.  Melangyna abietis ingår i släktet flickblomflugor, och familjen blomflugor. Inga underarter finns listade i Catalogue of Life.